# Créponné
La créponné è un sorbetto al limone tradizionale algerino originario di Orano, Algeria.
Il Créponné è un tradizionale sorbetto al limone algerino, creato da Gilbert Soriano della Crèmerie l'Oranaise di Orano. Questa specialità algerina è di colore bianco.

## Preparazione
Si prepara mescolando scorza e succo di limone con sciroppo di zucchero bollente, lasciandolo riposare nel freezer per un paio d'ore e poi mescolandolo di nuovo con albumi montati a neve.